# Osthoffen
Osthoffen (in tedesco Osthofen, Oschthoffe nel dialetto locale) è un comune francese di 811 abitanti situato nel dipartimento del Basso Reno nella regione del Grand Est. Si trova 15 chilometri ad ovest di Strasburgo e 10 a nord-est di Molsheim.

## Società

### Evoluzione demografica
Abitanti censiti